# 達特巴扎木蘇
達特巴扎木蘇（？—1873年12月10日），博爾濟吉特氏，內札薩克哲里木盟科爾沁右翼前旗人，扎薩克多羅扎薩克圖郡王索特那木倫布木之子，後繼任科爾沁右翼前旗扎薩克多羅扎薩克圖郡王。

## 歷任及事蹟
- 道光十九年十二月二十三日（1840年1月27日），賞花翎。
- 道光二十七年正月初二日（1847年2月16日），命在乾清門行走。
- 同治三年十二月二十七日（1865年1月24日），命在御前行走。
- 同治六年（1867年），襲扎薩克多羅扎薩克圖郡王。
- 同治六年十二月二十八日（1868年1月22日），賞戴三眼花翎。
- 同治十二年十月二十一日（1873年12月10日），卒。因其子早殤，故以其七世祖兄弟協理台吉布彥圖之次子根敦占散為嗣子，並予之襲。[1][2][3]